# Европейско село на белия щъркел
Европейско село на белия щъркел е награда, която се дава на села в Европа от германската фондация „Европейско природно наследство“ (Euronatur), които оказват особено големи и постоянни грижи за опазването на белите щъркели в тях.
Целта е да се популяризира и стимулира дейностите по опазване на белите щъркели и природата, както и повишаване на обществената ангажираност.

## Победители
Наградата Европейско село на белия щъркел се дава от 1994 г.
| Година | Село                  | Държава           |
| ------ | --------------------- | ----------------- |
| 1994   | Чигоч                 | Хърватия          |
| 1996   | Негибайом             | Унгария           |
| 1996   | Рюштед                | Германия          |
| 1997   | Малпартида де Касерес | Испания           |
| 1997   | Андрид                | Румъния           |
| 1999   | Велика Полана         | Словения          |
| 2001   | Тикоцин               | Полша             |
| 2002   | Мархег                | Австрия           |
| 2005   | Белозем               | България          |
| 2008   | Алтрой                | Швейцария         |
| 2011   | Ескикараагач          | Турция            |
| 2013   | Чешиново-Облешево     | Северна Македония |
| 2014   | Бузица                | Словакия          |
| 2015   | Тараш                 | Сърбия            |

От 2005 г. ежегодно през май в Белозем, където е една от най-големите популации на бял щъркел в България, се провежда „Фестивал на белия щъркел в Белозем".